# Tolidostena fusei
Tolidostena fusei es una especie de coleóptero de la familia Mordellidae.

## Distribución geográfica
Habita en Asia.